# Thánh Mátthia
Mátthia (tiếng Hy Lạp Koine: αθθίας, Maththías, từ tiếng Hebrew מַתִּתְיָהוּ Mattiṯyāhū; tiếng Copt: ⲙⲁⲑⲓⲁⲥ; mất khoảng 80 sau Công Nguyên) theo Sách Công vụ Tông đồ (viết khoảng 80–90 sau Công Nguyên) là vị sứ đồ được chọn để thay thế Giuđa Ítcariốt sau sự phản bội Giuđa và cái chết của Chúa Giê-su sau đó. Việc gọi ông là tông đồ là độc nhất vô nhị vì nó không được đích thân Giêsu (lúc này đã lên trời) công nhận và cũng được thực hiện trước khi Chúa Thánh Linh hạ xuống trên Giáo hội sơ khai.

## Tiểu sử
Mátthia không được đề cập trong danh sách các môn đệ hoặc tín đồ của Giêsu trong ba Phúc Âm Nhất Lãm, nhưng theo Sách Công vụ, ông đã ở với Giêsu từ khi chịu phép rửa của Gioan cho đến khi Giêsu lên trời. Trong những ngày sau đó, Phêrô đề nghị các môn đệ tập hợp, số lượng khoảng 120, đề cử hai người thay thế Giuđa. Họ đã chọn Giuse gọi là Basaba (họ là Giúttô) và Mátthia. Sau đó, họ cầu nguyện: "Chúa, người biết rõ trái tim của tất cả mọi người, sẽ biết liệu hai người này đã chọn, rằng ông có thể tham gia chức vụ tông đồ này, từ khi Giuđa đã phạm tội, và có thể đã đi đến chỗ riêng của mình." (Công vụ 1: 24-25) Sau đó, họ đặt ngẫu nhiên con số rơi xuống Mátthia; Vì vậy, ông được đánh số cùng với mười một sứ đồ đã có.
Không có thêm thông tin nào về Mátthia được tìm thấy trong Tân Ước kinh điển. Ngay cả tên của ông cũng có thể thay đổi: phiên bản tiếng Syriac của Eusebius gọi ông không phải Mátthia mà là "Tolmai", đừng nhầm lẫn với Batôlômêô (có nghĩa là Con trai của Tolmai), một trong mười hai Tông đồ nguyên thủy; Clement thành Alexandria đã từng nhắc đến Giakêu theo cách có thể được đọc như gợi ý rằng một số người đã đồng hóa ông với Mátthia; Clementine Recognitions xác định Mátthia là Ba-na-ba; nhà thần học Hilgenfeld thì nghĩ rằng Mátthia là cùng một người với Natanael trong Phúc Âm Gioan.

## Rao giảng
Truyền thống của người Hy Lạp nói rằng Thánh Mátthia đã đặt niềm tin về Cappadocia và cư trú chủ yếu gần cảng Issus trên bờ Biển Caspi.
Theo Nicephorus (Historia eccl., 2, 40), Mátthia ban đầu rao giảng Tin Mừng ở Judea, sau đó ở Aethiopia (thuộc vùng Colchis, nay thuộc Gruzia) và bị ném đá đến chết. Cuốn Công vụ của Anrê và Mátthia còn sót lại của người Copt, đặt hoạt động của ông tương tự ở "thành phố của những kẻ ăn thịt người" ở Aethiopia. Một điểm đánh dấu được đặt trong tàn tích của pháo đài La Mã tại Gonio (Apsaros) ở vùng Adjara thuộc Gruzia hiện đại tuyên bố rằng Mátthia được chôn cất tại địa điểm đó. Tuy nhiên, khẳng định này vẫn chưa được xác thực vì chính phủ Gruzia vẫn chưa cho phép khai quật địa điểm này.
Synopsis of Dorotheus chứa đựng truyền thống này: "Mátthia đã thuyết giảng Tin Mừng cho những người man rợ và những người ăn thịt ở nội địa Ethiopia, nơi bến cảng biển Hyssus, ở cửa sông Phasis. Ông đã chết ở Sebastopolis, và được chôn cất tại đó, gần Đền Mặt Trời."
Ngoài ra, một truyền thống khác cho rằng Mátthia đã bị ném đá tại Jerusalem bởi người dân địa phương và sau đó bị chặt đầu (xem Tillemont, Mémoires pour servir à l'histoire ecclesiastique des six premiers siècles, I, 406.7). Theo Hippôlytô thành Roma, Mátthia chết vì tuổi già ở Jerusalem.
Clement của Alexandria đã quan sát thấy (Stromateis vi.13.):
Không phải họ trở thành tông đồ thông qua việc được chọn vì một số đặc thù nổi bật của tự nhiên, vì Giuđa cũng được chọn cùng với họ. Nhưng họ có khả năng trở thành sứ đồ khi được Ngài chọn, người thấy trước cả những vấn đề tối hậu. Mátthia, [theo đó,] người không được chọn cùng với họ và cho thấy mình xứng đáng trở thành tông đồ, đã thay thế cho Giuđa.

## Tác phẩm
Những phần còn sót lại của Tin Mừng Mátthia bị thất lạc gán cho Mátthia là tác giả nhưng những Giáo Phụ vào thế kỷ thứ 2 cho rằng đây là tác phẩm dị giáo.

## Tôn kính

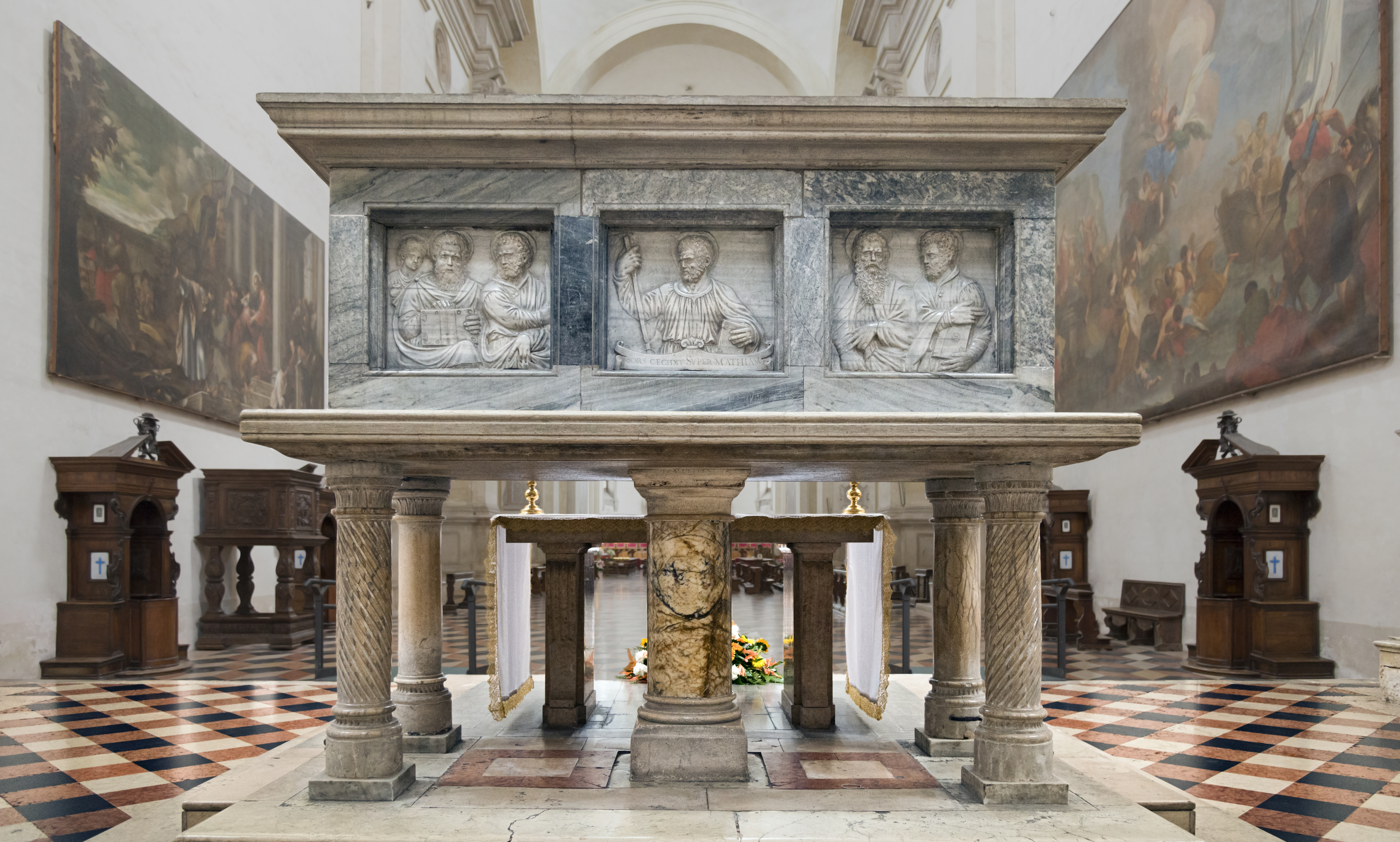
Thánh tích của ông ở Padova, Ý

Lễ kính Thánh Mátthia được đưa vào Lịch Phụng vụ Rôma vào thế kỷ 11 và được tổ chức từ ngày thứ sáu đến các ngày đầu tháng ba (thường là ngày 24 tháng 2, năm nhuận là ngày 25 tháng 2). Trong bản sửa đổi của Công Lịch Rôma năm 1969, ngày lễ của ông được chuyển sang ngày 14 tháng 5 để không rơi vào Mùa Chay mà thay vào đó là vào Mùa Phục Sinh gần với Lễ Thăng Thiên – sự kiện xảy ra sau khi Sách Công vụ Tông đồ kể lại rằng Mátthia được chọn vào nhóm Mười Hai.
Các nghi thức Đông phương của Giáo hội Chính thống giáo Đông phương cử hành lễ vào ngày 9 tháng 8. Tuy nhiên, các giáo xứ Nghi thức Tây phương vẫn tiếp tục cử hành giống Nghi thức Rôma cũ, tức vào ngày 24 còn năm nhuận là ngày 25 của tháng 2.
Sách cầu nguyện chung của Giáo hội Anh, cũng như các sách cầu nguyện chung cũ khác trong Giáo hội Anh giáo, kính Thánh Mátthia vào ngày 24 tháng 2. Theo phụng vụ Common Worship mới hơn, ông được tôn kính vào ngày 14 tháng 5 mặc dù có thể cử hành vào ngày 24 tháng 2 nếu muốn. Trong Giáo hội Giám nhiệm cũng như một số hệ phái Giáo hội Luther, bao gồm Thượng Hội đồng Missouri và Giáo hội Luther Canada, lễ kính của ông vẫn được tổ chức vào ngày 24 tháng 2. Trong Evangelical Lutheran Worship được sử dụng bởi Giáo hội Tin Lành Luther ở Mỹ và Giáo hội Tin Lành Luther ở Canada, lễ kính Mátthia là vào ngày 14 tháng 5.
Người ta tuyên bố rằng hài cốt của Thánh Mátthia Tông đồ đã được đưa đến Ý thông qua Hoàng hậu Helena, mẹ của Constantinus Đại đế; một phần của những thánh tích này sẽ được an táng tại Tu viện Santa Giustina, Padova và phần còn lại trong Tu viện Thánh, Trier, Đức. Theo các nguồn tin của Hy Lạp, hài cốt của vị tông đồ được chôn cất trong lâu đài Gonio-Apsaros, Gruzia.